# Burghasungen
Burghasungen is een plaats in de Duitse gemeente Zierenberg, deelstaat Hessen, en telt 915 inwoners (2005).